# Ceux du maquis
"Ceux du maquis" (en español: "Los del maquis") es una canción de la Resistencia francesa compuesta por Maurice Van Moppès y Francis Chagrin. Fue la canción de la emisora "Les Français parlent aux Français" (en español: "Los franceses hablan a los franceses").
La partitura de esta canción era a veces lanzada por los aviones de la Royal Air Force sobre territorio francés .

## Letra
La letra alaba a los jóvenes que se negaron a participar en el STO y decidieron unirse a la Resistencia francesa contra la ocupación alemana.
| lls se sont enfuis dans la nuit, Pour ne pas aller en Allemagne, Quittant leurs parents, leurs amis, Se cachant dans la montagne, Et pour mieux servir le pays, Ils ont pris le maquis. Ce sont ceux du maquis Ceux de la Résistance Ce sont ceux du maquis Combattant pour la France. Bravant le froid, bravant la faim, Défiant l'horrible esclavage, Bravant Laval, bravant ses chiens Sans jamais perdre courage, Ce sont ceux du maquis Ceux de la Résistance Ce sont ceux du maquis Combattant pour la France. Ils ont bravé tous les périls Dans l’âpre lutte secrète, Sans souliers, sans pain, sans fusil, Descendant de leur retraite, Souffrant et luttant jour et nuit, Nos amis du maquis. Ce sont ceux du maquis Ceux de la Résistance Ce sont ceux du maquis Combattant pour la France. Bravant le froid, bravant la faim, Défiant l'horrible esclavage, Bravant Laval, bravant ses chiens Sans jamais perdre courage, Ce sont ceux du maquis Ceux de la Résistance Ce sont ceux du maquis Combattant pour la France. Dès le jour du débarquement Dès l’aurore de la victoire, Ils ont frappé les Allemands En plein jour, en pleine gloire. Se joignant à tous leurs amis, Nos amis du maquis. Ce sont ceux du maquis Ceux de la Résistance Ce sont les FFI, C'est l'armée de la France, Contre nazis et miliciens Sans discours et sans bravades Se battant dur, se battant bien. Des forêts aux barricades Ce sont ceux du maquis Ceux de la Résistance Ce sont ceux du maquis Jeunesse du pays. | Ellos huyeron en la noche, Para no ir a Alemania, Dejando a sus padres, a sus amigos, Escondiéndose en la montaña, Y para servir mejor al país, Tomaron el maquis. Son los del maquis, Los de la Resistencia, Son los del maquis, Combatiendo por Francia. Desafiando el frío, desafiando el hambre, Desafiando la horrible esclavitud, Desafiando a Laval, desafiando a sus perros, Sin perder jamás el coraje. Son los del maquis, Los de la Resistencia, Son los del maquis, Combatiendo por Francia. Desafiaron todos los peligros En la dura lucha secreta, Sin zapatos, sin pan, sin fusil, Bajando desde su refugio, Sufriendo y luchando día y noche, Nuestros amigos del maquis. Son los del maquis, Los de la Resistencia, Son los del maquis, Combatiendo por Francia. Desafiando el frío, desafiando el hambre, Desafiando la horrible esclavitud, Desafiando a Laval, desafiando a sus perros, Sin perder jamás el coraje, Son los del maquis, Los de la Resistencia, Son los del maquis, Combatiendo por Francia. Desde el día del desembarco, Desde el amanecer de la victoria, Golpearon a los alemanes A plena luz, en plena gloria, Uniéndose a todos sus amigos, Nuestros amigos del maquis. Son los del maquis, Los de la Resistencia, Son las FFI, Es el ejército de Francia, Contra los nazis y los milicianos, Sin discursos ni fanfarronerías, Luchando duro, luchando bien, Desde los bosques hasta las barricadas. Son los del maquis, Los de la Resistencia, Son los del maquis, La juventud del país. |